# El clavo (canción)
«El clavo» es una canción del cantante estadounidense Prince Royce. Se estrenó como el primer sencillo de su sexto álbum de estudio Alter Ego (2020). Una remezcla junto al cantante colombiano Maluma se estrenó el 11 de mayo de 2018. Esta nueva versión alcanzó el primer lugar en la lista Latin pop de Billboard.

## Antecedentes y lanzamiento
Después de que finalizó la promoción de Five, Royce lanzó dos sencillos adicionales a fines de 2017. El primero fue «100 años», una colaboración con el dúo musical estadounidense Ha*Ash y«Sensualidad» junto con los productores DJ Luian y Mambo Kingz y los cantante Bad Bunny y J Balvin. Adicionalmente, lanzó varios sencillos y colaboró con varios artistas diferentes durante 2018 y 2019 antes de prepara su sexto álbum de estudio. 
Como adelanto de su álbum Alter Ego Royce, estrenó el «El clavo» como el sencillo principal de la producción discográfica. «El clavo es una propuesta distinta; una canción sexy y divertida con la que sé que mucha gente se va a identificar» comento el cantante sobre la pista.

## Video musical
El video musical dirigido por Carlos Pérez de Elastic People, presenta una actuación provocativa expresada por una mujer que llama a liberarse de los años de abuso. El vídeo musical en colaboración con Maluma se estrenó el 28 de agosto de 2018.

## El Clavo Remix
El 11 de mayo de 2018, Royce estrenó un remix de la canción junto al cantante colombiano Maluma. Previamente a su estrenó se crearon posibles sospechas de una colaboración debido a imágenes donde se les veía juntos en playas de la ciudad estadounidense.
Escrito por Prince Royce, Maluma, Edgar Barrera, Camilo Echeverry y Luigi Castillo, bajo la producción de Edgar Barrera el tema alcanzó el primer lugar en la lista Latin pop de Billboard.

## Posicionamiento en listas
| Listas (2018)                      | Mejor posición |
| ---------------------------------- | -------------- |
| España (PROMUSICAE)                | 31             |
| Estados Unidos (Latin Airplay)     | 1              |
| Estados Unidos (Hot Latin Sogs)    | 13             |
| México Airplay (Billboard)         | 49             |
| México Español Airplay (Billboard) | 15             |

## Certificaciones
| País (organismo certificador) | Certificación | Unidades certificadas |
| ----------------------------- | ------------- | --------------------- |
| Estados Unidos (RIAA)         | 6x Platino    | 360 000               |
| México (AMPROFON)             | 3x Platino    | 180 000               |

## Historial de lanzamiento
| País   | Fecha               | Formato                     | Versión  | Discográfica                | Ref   |
| ------ | ------------------- | --------------------------- | -------- | --------------------------- | ----- |
| Varios | 16 de marzo de 2018 | Descarga digital, Streaming | Estándar | Sony Music Entertainment US | [ 1 ] |
| Varios | 11 de mayo de 2018  | Descarga digital, Streaming | Remix    | Sony Music Entertainment US | [ 2 ] |